# Братья Микряковы
Александр Валерьевич и Алексей Валерьевич Микряковы — братья-близнецы, военнослужащие Вооружённых Сил РФ, погибшие в боях Первой чеченской войны.

## Биография
Александр Валерьевич и Алексей Валерьевич Микряковы родились 24 июня 1975 года в городе Тольятти Самарской области. Учились в средней школе № 37 в родном городе. Алексей Валерьевич окончил девять классов, после чего поступил в автомеханический техникум. Освоив специальность техника-технолога по обработке материалов на станках и автоматических линиях. Работал фрезеровщиком на Волжском автомобильном заводе. Александр Валерьевич окончил одиннадцать классов в 1992 году, после чего поступил на учёбу в профессионально-техническое училище № 36. Окончил его по специальности слесаря по ремонту автомобилей и тоже стал работать на Волжском автомобильном заводе в качестве оператора автоматических линий.
Весной 1994 года братья Микряковы одновременно были призваны на службу в Вооружённые Силы Российской Федерации. Служил в составе 81-го мотострелкового полка, дислоцировавшегося в посёлке Черноречье Самарской области. Алексей Валерьевич получил звание младшего сержанта и стал командиром боевой машины пехоты, а его брат стал стрелком-наводчиком в звании рядового.
В последние дни 1994 года братья Микряковы в составе своей части были переброшены сначала в Моздок, а затем под Грозный, где началась активная фаза операции по восстановлению конституционного порядка в Чеченской Республике. По свидетельству сослуживцев, Александр Валерьевич был включён в состав пехотного взвода и направлен на штурм железнодорожного вокзала. В окружении сепаратистов он со своими товарищами вёл бой на протяжении более чем суток, а затем они сумели прорваться из кольца к своим. По словам некоторых сослуживцев, Микряков узнал о ранении своего брата и отправился на его поиски, и больше его живым не видели.
Алексей Валерьевич на своей боевой машине пехоты находился в штурмовой группе, осуществлявшей захват президентского дворца. В ходе боя БМП была подбита выстрелом из гранатомёта, её раненого в бедро командира вытащил его сослуживец. В это время рядом с ними прогремел взрыв, в результате чего товарищ Микрякова потерял сознание и попал в чеченский плен. Сам же Алексей Валерьевич, по всей видимости, или погиб при взрыве, или был добит боевиками.
12 февраля 1995 года в госпитале Ростова-на-Дону было опознано тело Александра Валерьевича, а 22 февраля 1995 года был опознан и его брат. Похоронены они на Баныкинском кладбище в городе Тольятти Самарской области.
Указом Президента Российской Федерации младший сержант Алексей Валерьевич Микряков и рядовой Александр Валерьевич Микряков посмертно были удостоены орденов Мужества.

## Память
- Именем братьев Микряковых назван Тольяттинский машиностроительный техникум.
- В память о братьях на домах, где они жили, установлены мемориальные доски[3].
- Личные вещи братьев представлены в экспозициях музеев Тольяттинского машиностроительного техникума и школы № 37[4].